# PKP Cargo International
PKP CARGO INTERNATIONAL a.s., do 2. října 2019 Advanced World Transport a.s. (AWT), do 30. dubna 2010 OKD, Doprava, akciová společnost, (VKM: PCI a AWT, dříve OKDD) je akciová společnost, která vznikla jako dceřiná společnost těžební firmy OKD (Ostravsko-karvinské doly) a od roku 2015 je součástí skupiny PKP Cargo. Její nejvýznamnější aktivitou je provozování dráhy a provozování drážní dopravy. V letech 2019 až 2023 se jednalo o třetího největšího nákladního železničního dopravce v ČR z hlediska objemu výkonů na železniční síti Správy železnic, dříve byl dlouhodobě druhým největším. Tržby společnosti dosáhly v roce 2013 výše 4,3 miliard Kč.[zdroj?]

## Historie

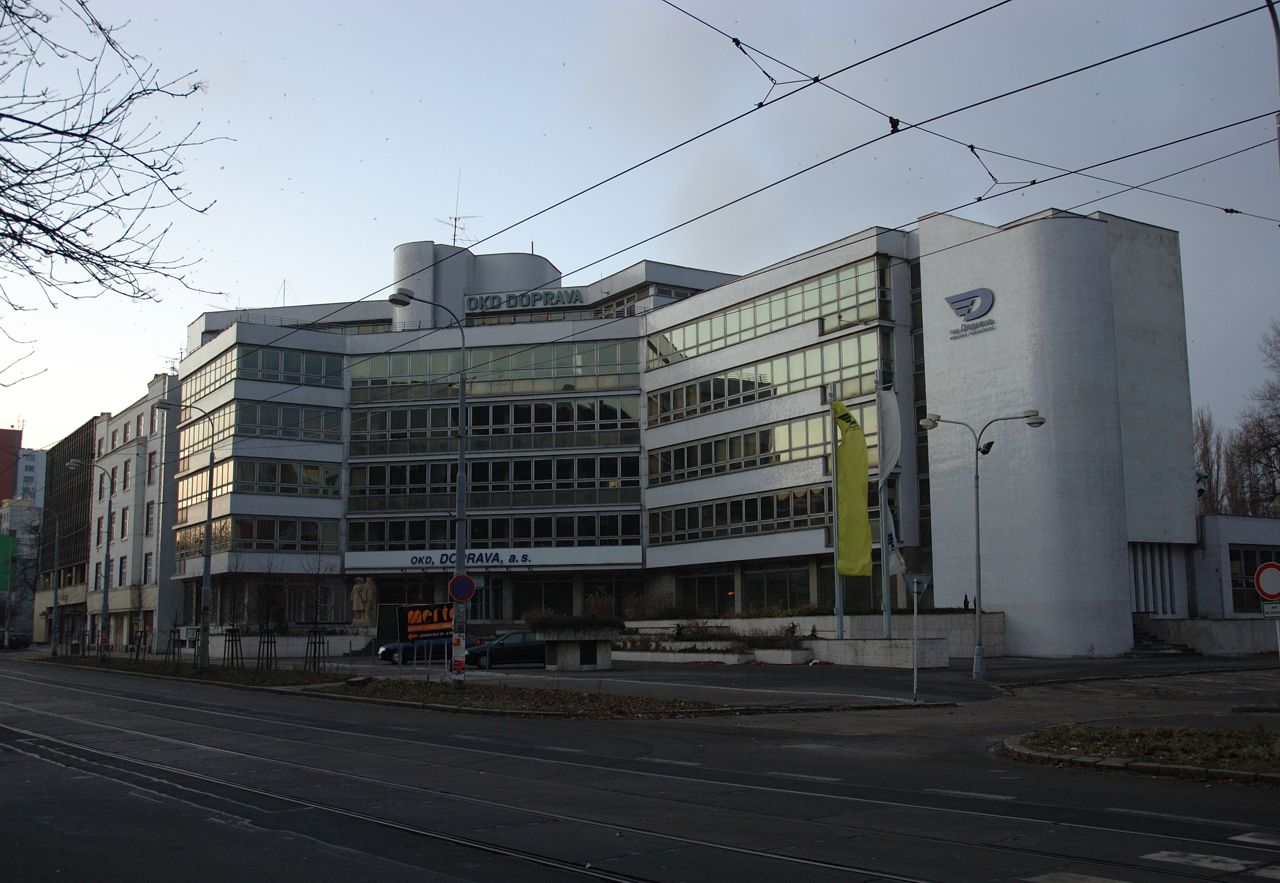
Bývalé sídlo společnosti na Nádražní ulici v Moravské Ostravě

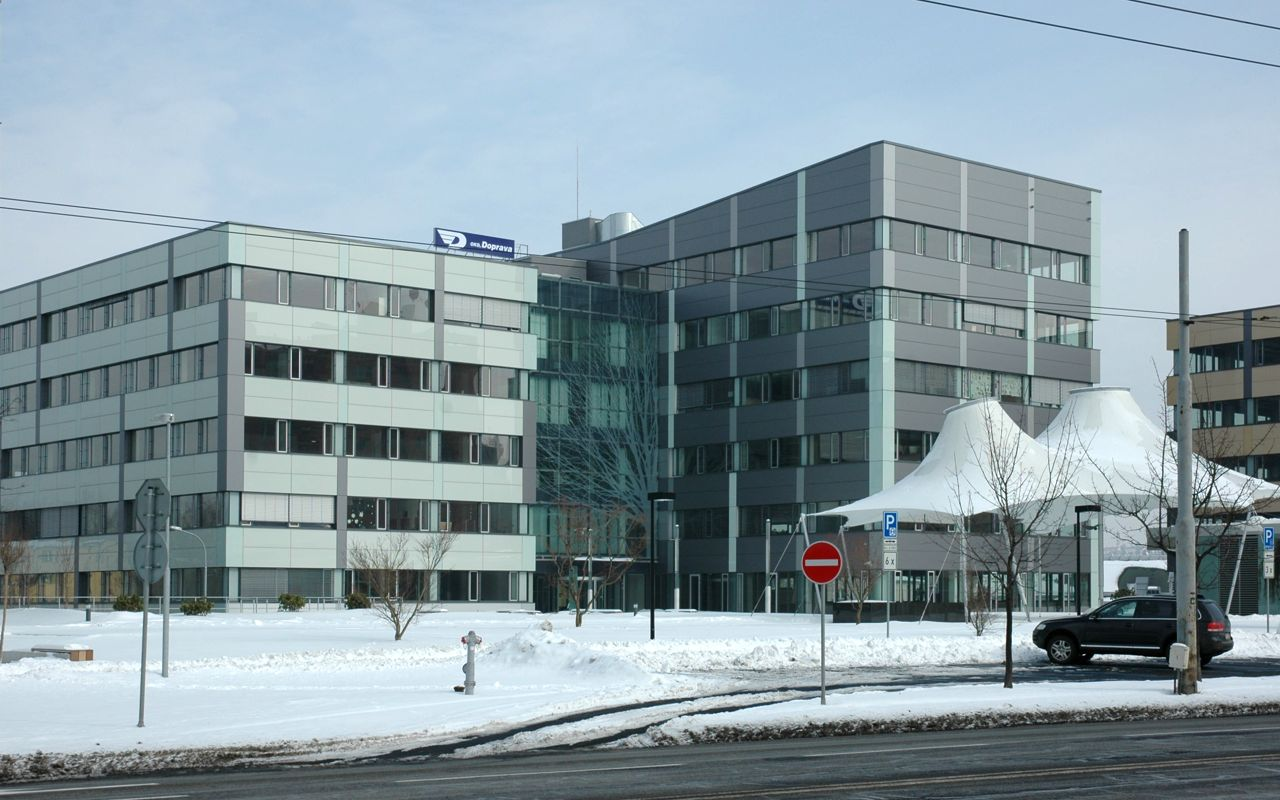
Komplex Orchard, sídlo společnosti v letech 2010-2021

Podnik vznikl pod názvem OKR – Doprava, národní podnik (OKR-D) ke dni 1. ledna 1952, na základě dekretu ministra paliv a energetiky. Podnik prováděl některé dopravní činnosti, které do něj byly vyčleněny z důlních podniků Ostravsko–karvinských dolů. Vůbec první oblastí, která byla v rámci Ostravsko-karvinského revíru (OKR) zcela centralizována do nově vzniklého podniku, byl údržba a obnova celé vlečkové sítě. OKR-D také převzala přes 500 železničních vozů. Tento podnik spravoval Báňskou dráhu, kolejiště koksoven v Ostravsko–karvinském revíru a postupně také jednotlivých dolů. Samotnou železniční dopravu na Báňské dráze však provozovaly státní dráhy ČSD a provoz na svých vlečkách si zajišťovaly jednotlivé doly samostatně. Postupně však OKR–Doprava začala přebírat provoz i v jednotlivých dolech, nejdříve na nově vznikajících. První vlečkou mimo Ostravsko-karvinský revír, kterou podnik provozoval, se v roce 1972 stalo kolejiště elektrárny Dětmarovice.
V druhé polovině 70. let 20. století se podnik členil na dvě části: závod silniční dopravy a závod železniční dopravy, který v té době pečoval o 365 km kolejí a 1091 výhybek. V roce 1975 již zaměstnával přes 1200 pracovníků, kteří se podíleli mj. na přepravě 41 milionů tun zboží po podnikových vlečkách, což za pouhých 25 let znamenalo nárůst o více než 180 %. K provozu již zmíněné Báňské dráhy se do 70. let přidalo provozování vlečkové dopravy na dolech Paskov, Staříč, ČSM sever a ČSM jih. Podnik rovněž začal rozšiřovat svůj park železničních vozů (především samovýsypných), které používal pro vnitrorevírní přepravy, od poloviny 60. let již bylo již přes 1000 kusů. V roce 1975 bylo vlastními vozy přepraveno již 2,9 mil. tun uhlí, trojnásobek objemu přepraveného v letech po vzniku OKR-D.
Na počátku 80. let 20 století již objem přepravované zátěže na vlečkách ve správě OKR-Dopravy dosáhla téměř 45 milionů tun za rok, což tehdy znamenalo asi 16 % celkového objemu zboží přepraveného na celé československé železniční síti. Podnik rovněž realizoval většinu přepravního objemu silniční dopravy po potřeby OKD, který tehdy činil 29 mil. tun za rok. Počet zaměstnanců tak v roce 1980 dosáhl počtu 1887. Podnik spravoval 304 km kolejí a 1167 výhybek, přičemž asi 70 % kolejí leželo v území negativně ovlivňovaném důlními vlivy.
Do správy OKR – Doprava přešly postupně také některé tratě od ČSD:
- Louky nad Olší – Doubrava k 1. lednu 1968
- Havířov – Prostřední Suchá – Albrechtice u Českého Těšína k 1. lednu 1986
- Doubrava – Orlová – Bohumín k 1. lednu 1988[6]

K 1. lednu 1994 vznikla privatizací podniku OKR – Doprava (přejmenovaného již v lednu 1991 na OKD, a.s. – Doprava) společnost OKD, Doprava, akciová společnost (zkratka OKD, Doprava a.s.).
Po záplavách v roce 1997 se OKD, Doprava vlastními silami a prostředky opravila těžce poškozenou regionální dráhu Milotice nad Opavou – Vrbno pod Pradědem a od 13. ledna 1998 na této dráze provozovala osobní i nákladní dopravu.
Po vstupu mateřské firmy OKD do holdingu RPG a po následných majetkových transformacích byla OKD, Doprava od 27. srpna 2007 vlastněna jediným akcionářem – společností New World Resources Transportation B.V. se sídlem v Amsterdamu, když tento se v roce 2010 přejmenoval na Advanced World Transport B.V. K 1. květnu 2010 došlo v Obchodním rejstříku ke změně jména společnosti OKD, Doprava, akciová společnost na Advanced World Transport a.s. Současně došlo ke změně sídla společnosti, které bylo přeneseno do kancelářského a hotelového komplexu Orchard na Hornopolní ulici v Moravské Ostravě, kde už vedení OKD, Doprava sídlilo od podzimu 2008.
V roce 2010 majoritní 80 % podíl v AWT B.V. nepřímo vlastnila BXR Group (tehdy ovládaná Zdeňkem Bakalou ), 20 % podíl pak kyperská společnost Hattisburg Enterprises Limited (v roce přeměněna na českou Minezit SE ). V roce 2014, kdy Zdeněk Bakala opustil BXR Group, AWT B.V. přešla pod BMM Group Zdeňka Bakaly. Počátkem září 2014 bylo oficiálně oznámeno, že o odkoupení AWT B.V. a tím i celé skupiny AWT jedná polský dopravce PKP Cargo. Jednání byla završena v prosinci 2014, za 80% podíl zaplatí PKP Cargo 103,2 milionu euro (v přepočtu asi 2,9 miliardy korun). V roce 2018 bylo rozhodnuto o přeshraniční přeměně, z nizozemské AWT B.V. se stala česká AWT CE s.r.o., která byla po fúzi s dceřinou společností Advanced World Transport a.s. k 1. červenci 2019 vymazána z obchodního rejstříku.
Dne 2. října 2019 byla v obchodním rejstříku zapsána změna názvu společnosti Advanced World Transport a.s. na PKP CARGO INTERNATIONAL a.s. V roce 2021 se společnost přestěhovala z komplexu Orchard do přestavěné budovy v Ostravě-Muglinově. K oficiální změně sídla došlo k 1. březnu 2021.

## Ovládané společnosti
V rámci fungování pod vlastníkem New World Resources Transportation OKDD zahájila program akvizic společností z logistické branže. V červnu 2013 byla jedním ze tří zájemců o chorvatského železničního dopravce HŽ Cargo.

### Viamont Cargo
V srpnu 2008 firma oznámila, že od společnosti Viamont, odkoupila veškeré aktivity společnosti související s nákladní dopravou a provozováním vleček. Jedná se o činnosti, které byly z mateřského Viamontu vyčleněny do nově založené firmy Viamont Cargo. Převzetí Viamontu Cargo firmou OKD, Doprava mělo být po schválení transakce ÚOHS dokončeno do konce roku 2008. K převodu veškerého jmění firmy Viamont Cargo na mateřskou společnost OKD, Doprava došlo k 31. srpnu 2009 a k témuž datu společnost Viamont Cargo zanikla vymazáním z obchodního rejstříku.

### AWT Belterminal
Ve čtvrtém čtvrtletí roku 2008 byl za 115 mil. Kč zakoupen 90% podíl v běloruské společnosti Belterminal, vlastnící překládkový terminál na styku normálního a širokého rozchodu v Brestu. Terminál leží u hraničního přechodu Brest / Terespol a jedná se o hraniční bod, přes který směřuje většina zboží mezi Běloruskem a státy Evropské unie. V roce 2009 byla k investici vytvořena opravná položka ve výši 98 mil. Kč. V roce 2012 byl podíl prodán.

### AWT Čechofracht
V květnu 2009 NWRT B.V. oznámila, že kupuje společnost Čechofracht, největšího logistického operátora v Česku. Pod Čechofracht patřil železniční speditér SPEDI-TRANS Praha, silniční nákladní dopravce BlueTrucks a bohumínská společnost VADS, která se zabývala údržbou a pronájmem železničních kotlových vozů. K faktickému začlenění Čechofrachtu do skupiny OKDD došlo k 12. lednu 2010, kdy se jediným akcionářem společnosti stala firma New World Resources Transportation B.V. (tj. matka OKDD). Od 1. května 2010 se změnil název firmy na AWT Čechofracht, v roce 2023 pak na AWT CFT. Od roku 2020 už společnost nevykonávala žádné podnikatelské aktivity, v roce 2022 už neměla ani žádné zaměstnance.

### AWT Rekultivace
V dubnu 2009 bylo oznámeno, že v rámci restrukturalizace se OKD, Doprava spojí s firmou OKD, Rekultivace (OKDR), zabývající se především obnovou krajiny postižené těžbou uhlí. Původním akcionářem OKDR (do 13. srpna 2008) byla společnost OKD, na přechodnou dobu pak společnost RPG Rekultivace a od 5. října 2009 je jediným akcionářem OKD, Doprava. K 1. květnu 2010 se název společnosti změnil na AWT Rekultivace a.s., v září 2010 se jediným akcionářem AWT Rekultivace stala AWT B.V. V roce 2023 měla AWT Rekultivace 229 zaměstnanců a vykázala tržby ve výši jedné miliardy korun.

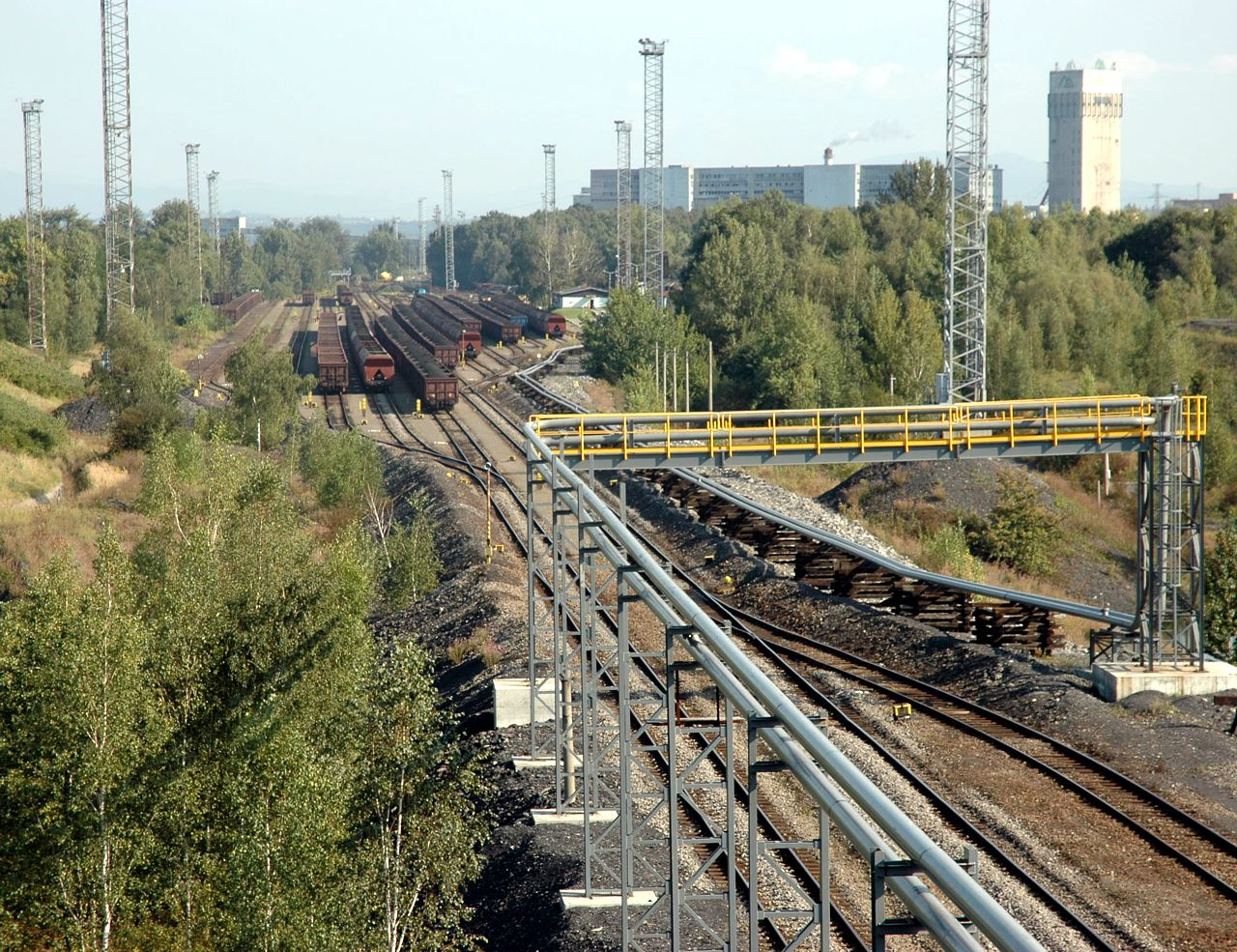
Karviná-Doly, jedna z největších stanic na vlečkové síti v Ostravsko-karvinském revíru

## Provozování dráhy
Společnost provozuje především vlastní rozsáhlou vlečkovou síť na Ostravsku sloužící především k propojení jednotlivých černouhelných dolů v rámci Ostravsko-karvinské a částečně též Podbeskydské uhelné pánve. Mezi tyto vlečky patří mj. Báňská dráha či někdejší Košicko-bohumínská dráha (KBD) v úseku Louky nad Olší – Bohumín. Postupný útlum těžby uhlí ale znamenal též omezování provozu na vlečkách na Ostravsku. Od 25. listopadu 2019 tak byl například zastaven provoz na KBD v úseku Bohumín – odbočka Rychlvald.

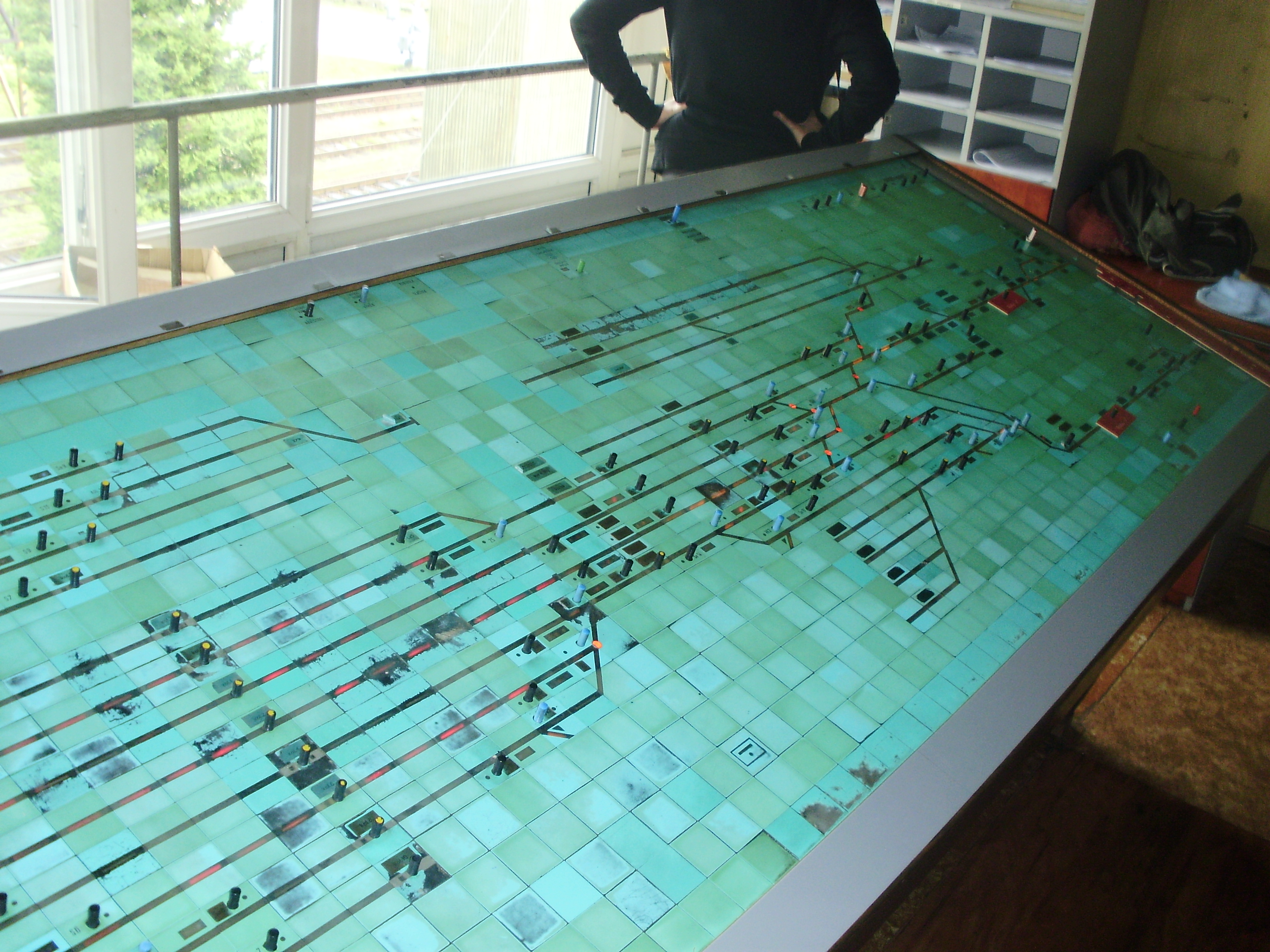
Pult RZZ stanice Zárubek v Ostravě

Vedle vlečkové sítě v rámci Ostravska firma provozuje (nebo provozovala) také několik větších či menších vleček, např. všechny vlečky na dolech a v koksovnách OKD, vlečku elektráren Dětmarovice, Mělník, Hodonín, Poříčí a Tušimice, vlečkový areál v bývalé firmě Poldi Kladno, dále vlečky Precheza Přerov, Fosfa Poštorná, Teplárna Dvůr Králové nad Labem aj.

## Nákladní železniční doprava
Na základě zákona o dráhách platného od 1. ledna 1995, který umožnil volný vstup všech dopravců na celostátní a regionální dráhy, začala OKD, Doprava provozovat také železniční nákladní dopravu na těchto drahách. Společnost se začala zabývat železniční nákladní dopravou po celém území ČR, prostřednictvím dceřiné firmy ŽDD také na Slovensku. Ve spolupráci s dopravci z dalších států provozovala nákladní dopravu i do Německa a Polska.
V roce 2007 měl dopravce podíl 2,64 % na výkonech nákladní dopravy všech dopravců na síti tehdejší SŽDC (nyní Správa železnic) podle hrubých tunových kilometrů. To znamenalo druhou pozici na trhu po Českých drahách. Za rok 2009 však již firma vykázala téměř dvojnásobný podíl na trhu – konkrétně 5,18 % – k čemuž přispělo mj. převzetí výkonů zaniklé společnosti VIAMONT Cargo. Nejvyšší podíl na trhu společnost dosáhla v roce 2014 (přes 12 % dle hrtkm), od té doby její pozice slábne. Až do roku 2018 se firma trvale držela pozici druhého největšího nákladního železničního dopravce v Česku (za ČD Cargo), ale v roce 2019 ji vystřídal Metrans Rail.

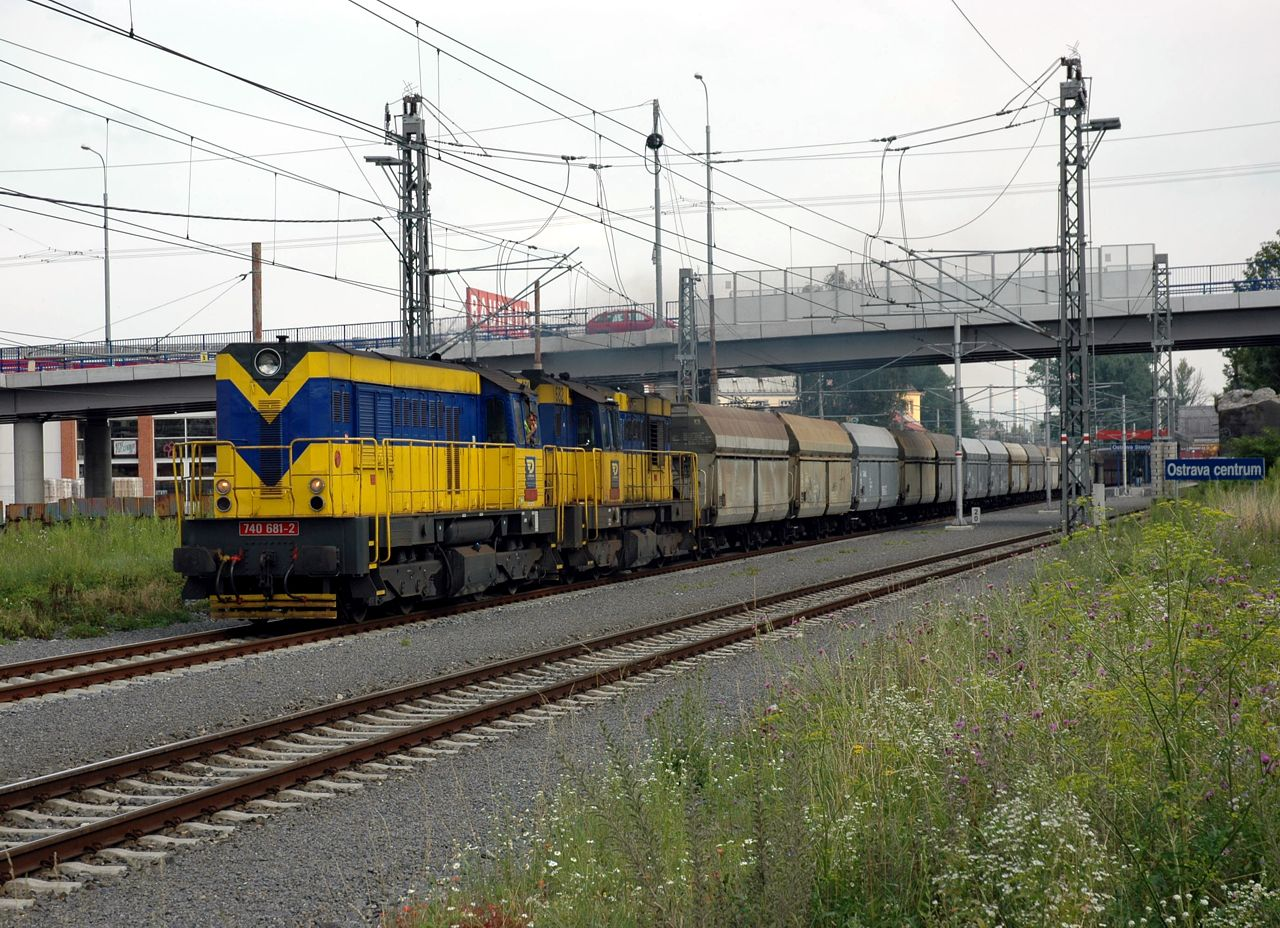
Vlak OKD, Dopravy složený z vozů řady Fals PKP Cargo v čele s dvojicí lokomotiv řady 740

| rok  | tisíc hrtkm | podíl hrtkm | vlkm      | podíl vlkm |
| ---- | ----------- | ----------- | --------- | ---------- |
| 2006 | 847 936     | 2,24 %      | 643 892   | 1,53 %     |
| 2007 | 1 036 221   | 2,64 %      | 812 823   | 1,87 %     |
| 2008 | 1 193 080   | 3,14 %      | 939 248   | 2,15 %     |
| 2009 | 1 584 292   | 5,18 %      | 1 302 780 | 3,56 %     |
| 2010 | 1 830 682   | 5,63 %      | 1 528 749 | 4,14 %     |
| 2011 |             | 6,21 %      |           | 4,60 %     |
| 2012 |             | 8,03 %      |           | 6,11 %     |
| 2013 |             | 7,78 %      |           | 6,02 %     |
| 2014 |             | 12,43 %     |           | 9,48 %     |
| 2015 |             | 9,21 %      |           | 7,57 %     |
| 2016 |             | 8,99 %      |           | 7,65 %     |
| 2017 |             | 7,93 %      |           | 6,78 %     |
| 2018 |             | 7,62 %      |           | 6,76 %     |
| 2019 |             | 7,20 %      |           | 6,00 %     |
| 2020 |             | 7,33 %      |           | 6,31 %     |
| 2021 |             | 6,49 %      |           | 5,49 %     |
| 2022 |             | 5,47 %      |           | 4,60 %     |
| 2023 |             | 5,10 %      |           | 3,88 %     |

## Vnitrostátní doprava
Základem vnitrostátní dopravy a jeho objemově nejvýznamnější částí byla vozba nákladních vlaků na Ostravsku, a to jak po vlastní síti, tak na síti Správy železnic. Jednalo se především o přepravy uhlí z jednotlivých dolů OKD k příjemcům v okolí, např. OKK Koksovny, Nová huť, Vítkovické železárny, elektrárna Dětmarovice aj.
Mezi relace na delší vzdálenosti patří nebo patřila např. vozba černého uhlí z Ostravska do Přerova, Kladna–Dubí či Kamenných Žehrovic, vozba hnědého uhlí ze Světce–Ledvic do Kladna–Dubí.

## Mezinárodní doprava

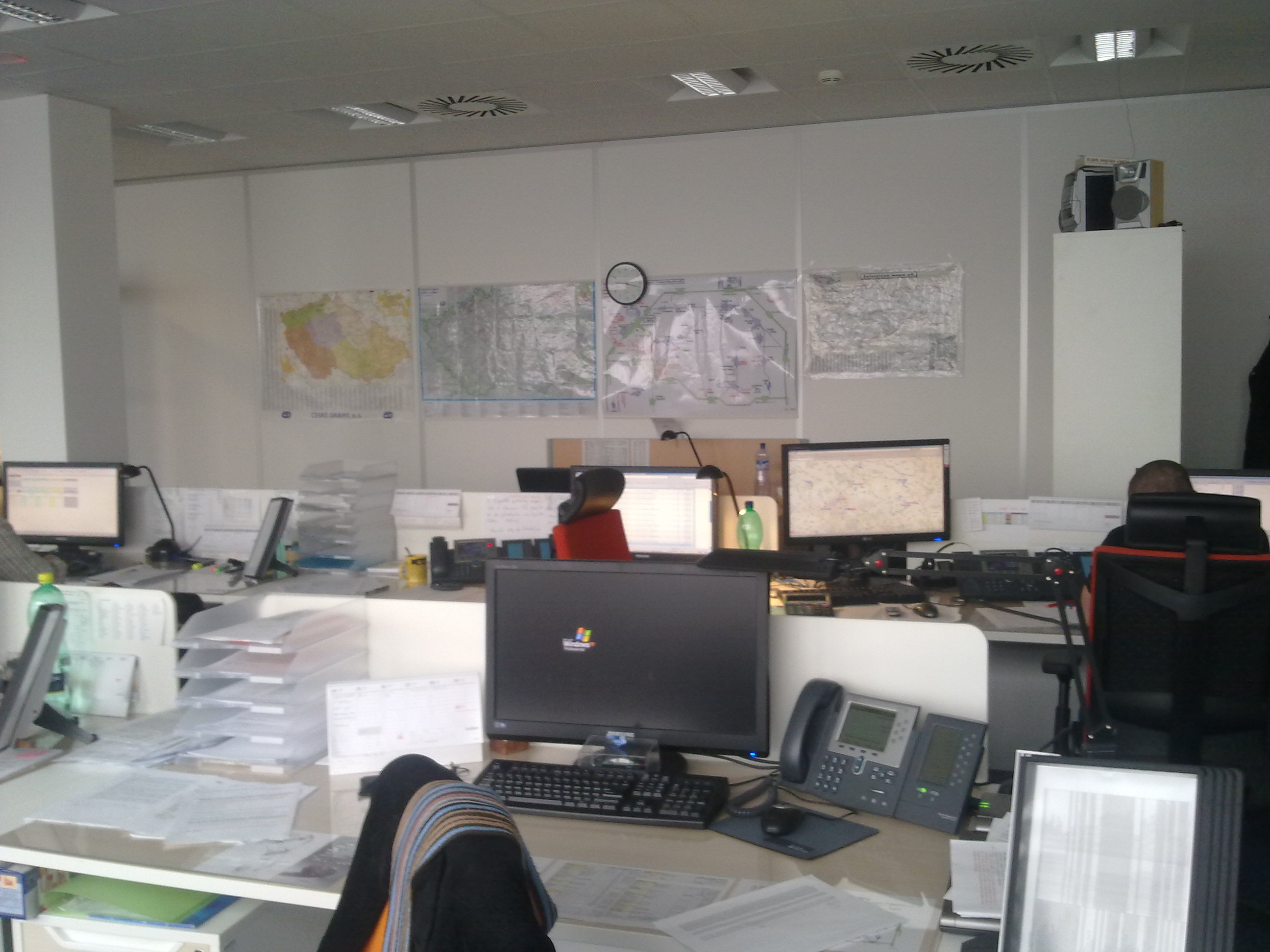
Ostravský dispečink AWT.

### Polsko
Jako vůbec první nestátní železniční dopravce odvezla firma nákladní vlak z Česka do Polska. Stalo se tak 29. června 2004, kdy OKD, Doprava odvezla vlak ze stanice Drahotuše přes hraniční přechod Bohumín/Chałupki do stanice Rybnik Towarowy, přičemž dopravcem na polském území byla firma PTKiGK Rybnik. Na česko-polské hranici si společnost předává vlaky také se společnostmi PKP Cargo a dalšími.

### Slovensko
První vlak OKD, Doprava ve směru na Slovensku byl veden 18. října 2004 přes hraniční přechod Lanžhot/Kúty, dopravcem na Slovensku přitom byla firma ŽDD, což byla dceřiná společnost OKD, Doprava na Slovensku. Vlaky tohoto dopravce jsou však vedeny také přes přechody Čadca či Horní Lideč, byl však zaznamenán i případ vedení nákladního vlaku přes pohraniční stanici Vrbovce, kde jsou jinak provozovány pouze osobní vlaky. Vlaky společnosti jsou na Slovensku vedeny jak pod hlavičkou dceřiné firmy PKP CARGO INTERNATIONAL SK, tak přímo na vlastní českou licenci.

### Německo
Ve směru do Německa zahájila OKD, Doprava ve spolupráci s německým dopravcem ITL Eisenbahngesellschaft v roce 2005 dopravu uhlí z Mostecka do Kasselu přes hraniční přechod Děčín/Bad Schandau. Přes stejný hraniční přechod OKD, Doprava ve spolupráci s německým dopravcem RAG Bahn- und Hafenbetriebe v roce 2006 realizovala přepravy pohonných hmot do skladu společnosti Čepro ve Střelicích. Od roku 2007 pak probíhala přeprava koksu v kontejnerech ACTS z Ostravy do Neubergu (přes přechod Česká Kubice/Furth im Wald, dopravcem v Německu byla Bayerische CargoBahn), rozšířená v roce 2008 o křídlo do Porúří (přes Bad Schandau, dopravcem v Německu bylo RBH Logistics, tj. dřívější RAG Bahn- und Hafenbetriebe).

### Rakousko
Od 1. ledna 2009 firma převzala na českém území vozbu tranzitních uhelných vlaků z Horního Slezska k rakouským odběratelům. Přeprava probíhala na objednávku spediční společnosti Express Interfracht (součást skupiny ÖBB). Ačkoliv ČD Cargo přešlo do protiútoku a počínaje 1. únorem se jim podařilo převzít většinu přeprav zpět do svých rukou.

## Intermodální doprava

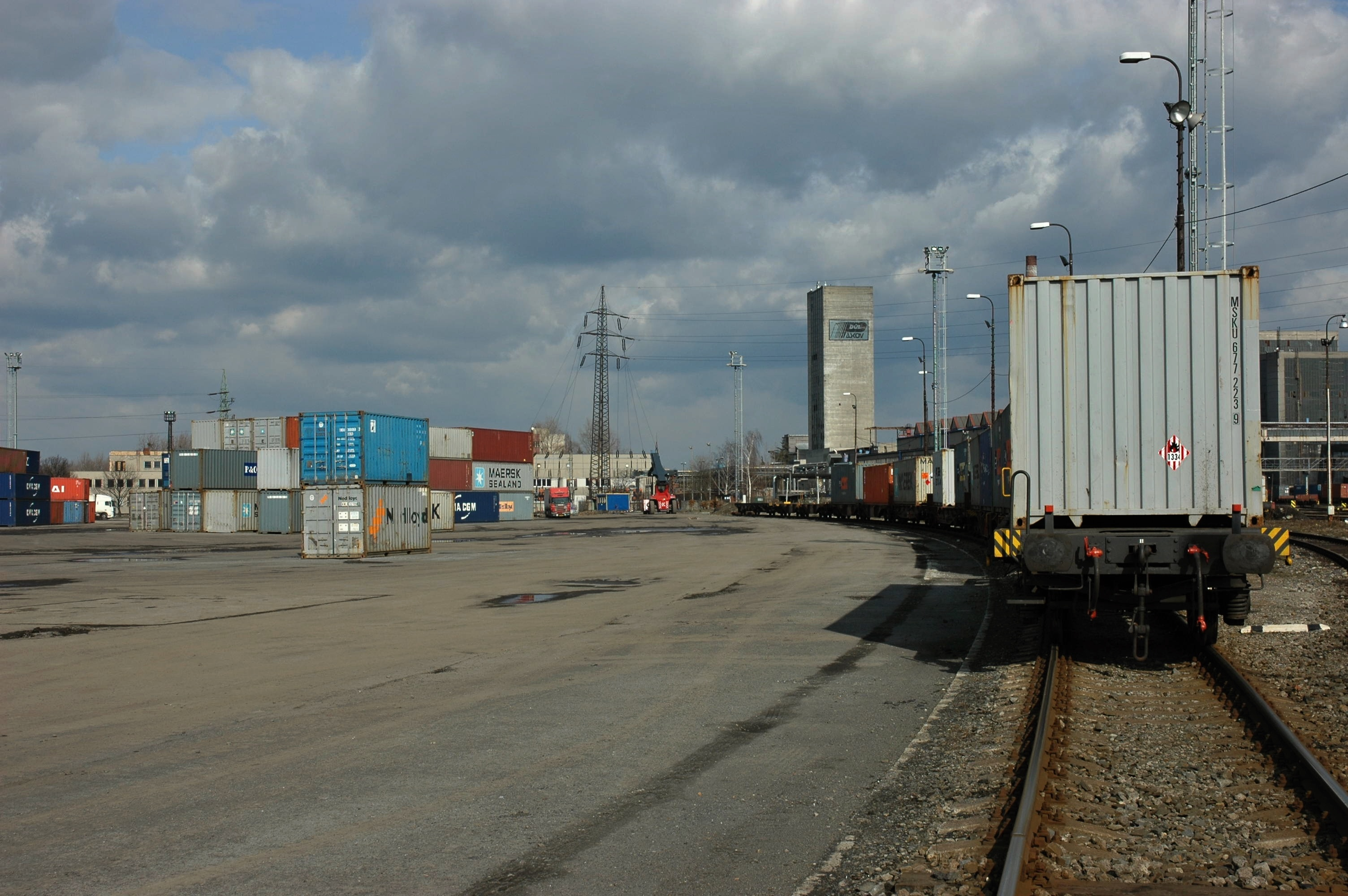
Terminál Paskov v roce 2010

Společnost se zabývá také kombinovanou dopravou systému ACTS a přepravu kontejnerů zajišťuje jak po železnici, tak po silnici.
Pozici v oblasti intermodální dopravy firma posílila vybudováním kontejnerového terminálu v Paskově, který je v provozu od roku 2007. Po dokončení výstavby, což bylo plánováno na rok 2013, měla překládková kapacita činit 300 kontejnerů denně, skladovat mělo být možné 1800 kontejnerů. Terminál sloužil především pro potřeby automobilky Hyundai v Nošovicích a její dodavatele. V létě 2009 pak začal být terminál Paskov využíván pro překládku kontejnerů, které začal dopravce ČD Cargo vozit z terminálu Mělník.

## Osobní železniční doprava
Společnost provozovala od 13. ledna 1998 pravidelnou osobní dopravu na regionální trati Milotice nad Opavou – Vrbno pod Pradědem, od 1. ledna 2010 však osobní provoz na této trati převzala společnost Viamont. Podíl na výkonech dopravců v osobní dopravě na síti SŽDC podle vlakových kilometrů činil v roce 2007 0,12 %. Příležitostně také provozuje osobní dopravu po vlastních vlečkách na Ostravsku.

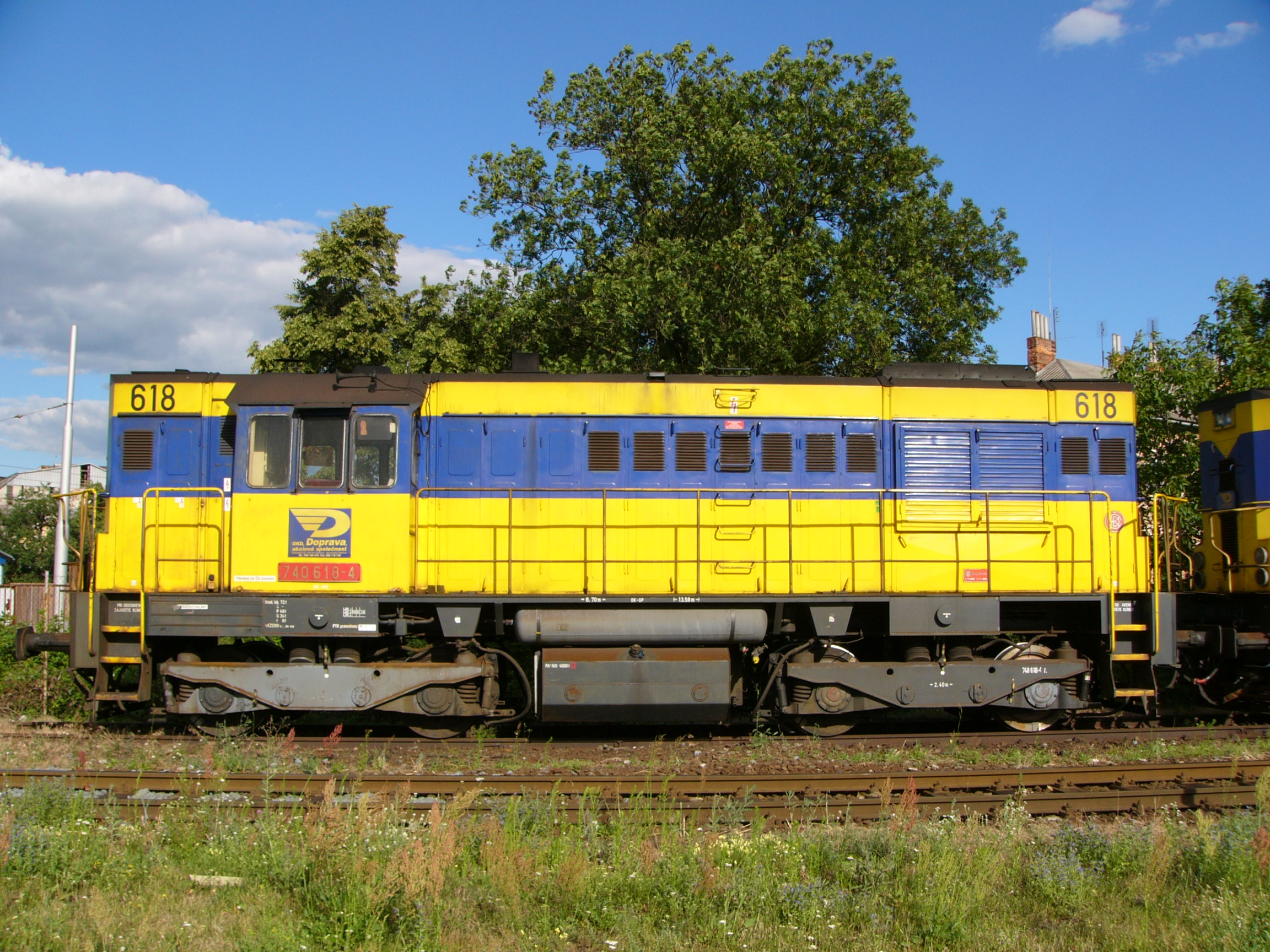
Motorová lokomotiva 740.618

## Park železničních vozidel
V roce 2008 firma uváděla, že vlastní téměř 160 lokomotiv, především dieselových, a přes tři a půl tisíce železničních nákladních vozů. V roce 2010 celá skupina AWT (nikoli jen samotná firma AWT) disponovala parkem téměř 170 lokomotiv a 6000 železničních vozů.

### Hnací vozidla
Základem lokomotivního parku společnosti jsou motorové lokomotivy řady 740 (ex T448.0), kterých firma vlastní několik desítek. Tyto lokomotivy jsou využívány jak pro posun, tak pro traťovou službu, v tom případě zpravidla ve dvojicích spojených dvojčlenným řízením. Pro úsporu nafty byly některé lokomotivy této řady remotorizovány s použitím motorů Caterpillar 3406 DI-TA s výkonem nastaveným na 369 kW, oproti původním motorům ČKD K 6 S 230 DR o výkonu 880 kW. Firma měla sedm lokomotiv s tímto nižším výkonem, které byly označeny řadou 740.3.

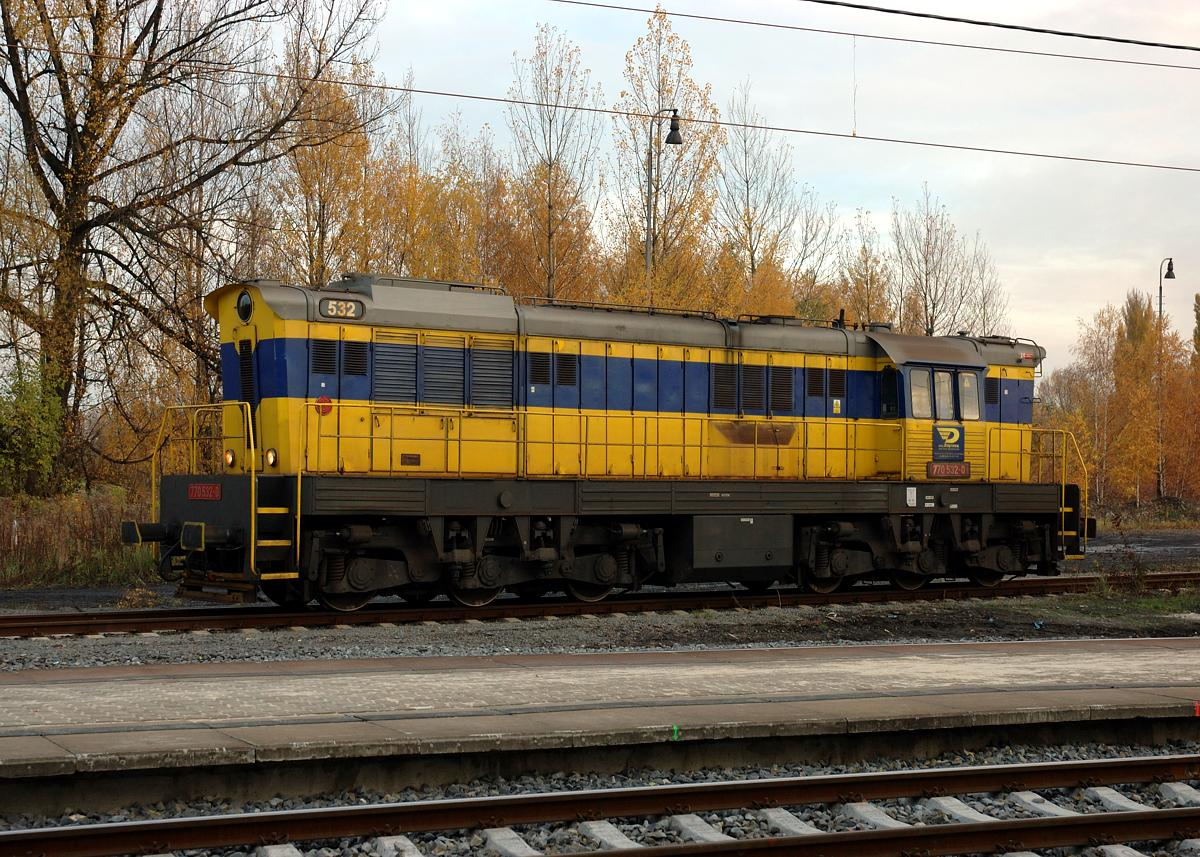
Motorová lokomotiva 770.532

V traťové službě se dále používají motorové lokomotivy řad 770 a 771, přes 30 modernizovaných lokomotiv řady 753.7 a 4 řady 752.6, jedna lokomotiva řady 753 je v původním provedení. Pro provoz na menších vlečkách se používá také několik kusů menších lokomotiv řad 702, 703, 709, 710 a 720.
Od roku 1998 OKD, Doprava provozovala také elektrické lokomotivy řady 181, pocházející od Českých drah.
Od roku 2013 AWT vlastní a provozuje také 3 elektrické lokomotivy Siemens ES64U4 „Taurus“.

### Železniční vozy

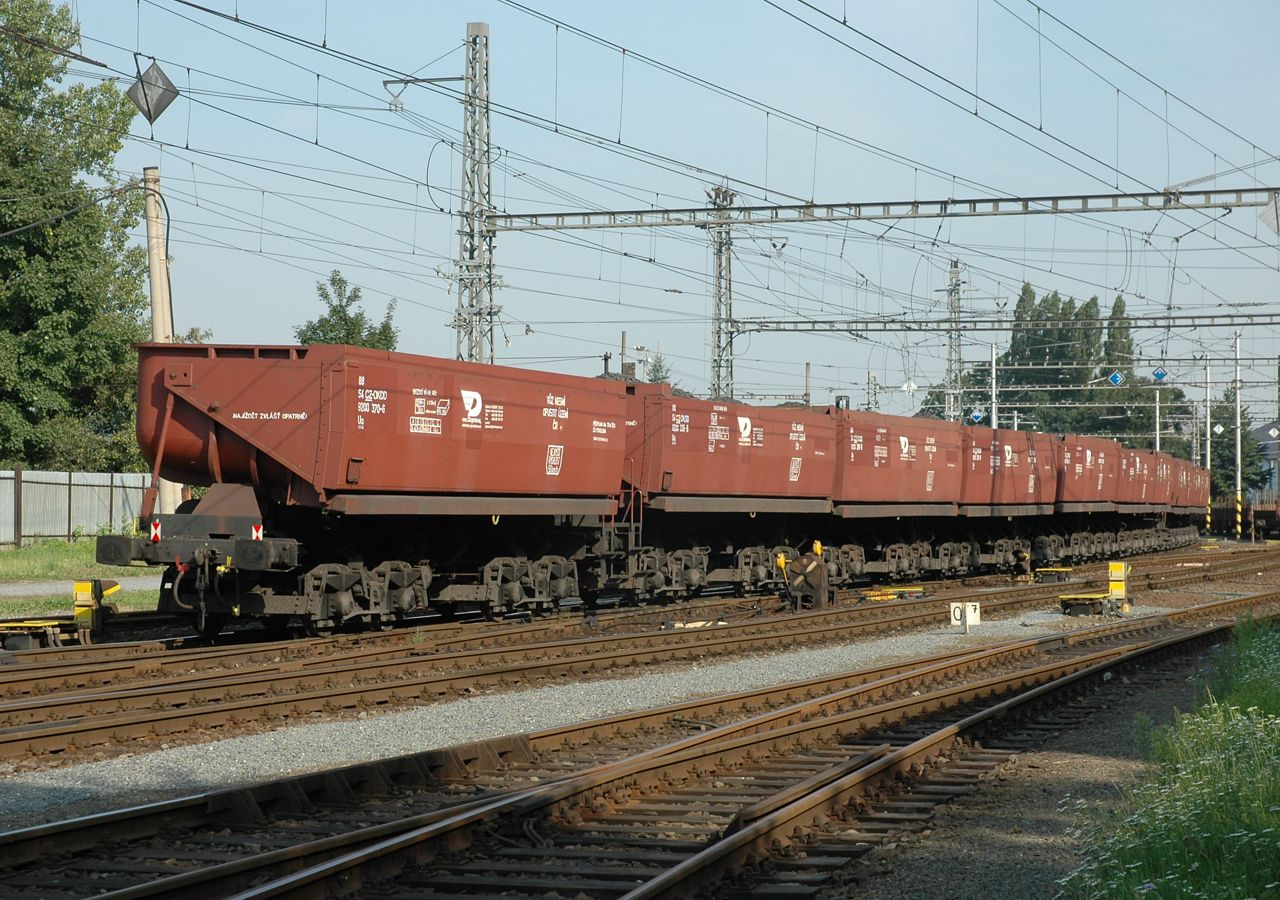
Souprava vozů typu LH40

Park železničních nákladních vozů této společnosti byl v roce 2008 tvořen:
- samovýsypnými vozy pro přepravu sypkých substrátů (řady Fall, Falls, Fals, Fals–z, Facc, Faccpp, Faccs, Fcc)
- vozy pro pneumatickou boční vykládku sypkých substrátů (Ua, Nass, LH40)
- vysokostěnnými vozy (řady Eas, Eas–u, Es)
- plošinovými vozy (Kbkks, Res, Sps)
- vozy pro přepravu kontejnerů ACTS (Slps)
- nádržkovými vozy (Uacs)
- cisternovými vozy (Zaes)

V únoru 2021 společnost přestala používat vozy typu LH40, kterých měla v jednu dobu dokonce 224 kusů. Poslední vozy tohoto typu z parku PKPCI byly sešrotovány v závěru roku 2024.

## Další aktivity
Vedle výše uvedených aktivit v železniční a intermodální dopravě se tato společnost zabývá silniční dopravou, spedičními službami, opravami silničních a železničních vozidel, stavební činností (především zemní práce a dopravní stavby), těžbou a úpravou uhelných kalů aj.